# Sarkad
Sarkad város Békés vármegyében, a Sarkadi járás központja.

## Fekvése
Gyulától északkeletre körülbelül 14 kilométerre, természetföldrajzi szempontból a Körös menti sík délkeleti peremén, a Fekete-Körös jobb partján, a Kis-Sárrét szomszédságában terül el.
Közigazgatási területei észak-déli irányban aránylag hosszan elnyúlnak, így bár a város északi szomszédja Sarkadkeresztúr, északi irányból határos még Okánnyal is. További szomszédai: északkelet felől Méhkerék, kelet felől Kötegyán, dél és délnyugat felől Gyula, nyugat felől Doboz, északnyugaton pedig Tarhos. Északnyugati határszéle egy igen rövid szakaszon érintkezik Vésztő területével is, délkeleten pedig a határvonala hasonló rövid szakaszon egybeesik az országhatárral, azon túl a Romániához tartozó Ant község terül el.

### Megközelítése
A főbb hazai közutak elkerülik a várost, aminek ezért a legfontosabb közúti megközelítési útvonala a Furta-Gyula közti 4219-es út, ezen érhető el a 44-es és a 47-es főutak felől is. Dobozzal a 4244-es, Méhkerék és Kötegyán térségével a 4252-es út köti össze; az országhatár és Ant felé a 42 151-es út vezet a városból. Közigazgatási területét egy jobbára lakatlan külterületi szakaszon érinti még a Csökmő-Sarkadkeresztúr közti 4223-as út is.
Vonattal a MÁV 128-as számú Békéscsaba–Kötegyán–Vésztő–Püspökladány-vasútvonalán közelíthető meg. A vasútnak két megállási pontja van a városban, Békéscsaba vasútállomás felől sorrendben előbb Sarkadi Cukorgyár megállóhely, majd Sarkad vasútállomás.
Vonattal közvetlenül eljuthatunk Gyula, Békéscsaba, Kötegyán, Méhkerék, Sarkadkeresztúr, Vésztő állomásokra és a romániai Nagyszalonta állomására is.
Az autóbuszos közlekedést a Volánbusz Zrt. látja el. Sarkadról több településre is eljuthatunk autóbusszal: ezek között szerepel Gyula, Doboz, Békéscsaba, Újszalonta, Kötegyán, Méhkerék, Sarkadkeresztúr, Okány, Vésztő, Szeghalom, Körösladány, Dévaványa, Gyomaendrőd, Mezőgyán, Zsadány, Geszt, Körösnagyharsány, Körösújfalu, Biharugra, Komádi, Magyarhomorog, Körösszakál, Körösszegapáti, Körmösdpuszta, Mezősas, Berettyószentmárton, Berettyóújfalu, Derecske, Debrecen, Miskolc.

## Nevének eredete
Nevét fekvése után kapta, mivel az 1950-es megyerendezésig Bihar vármegyéhez tartozott, s annak délnyugati sarkán feküdt. A Trianon előtt a Nagyszalontai járás része volt.

## Története
A terület már a honfoglalás előtt is lakott volt. A településtől keletre halad el a szarmaták által 324 és 337 között épített, az Alföldet körbekerülő Csörsz-árok vagy más néven Ördögárok nyomvonala.
Valószínű, hogy a letelepülő magyarok közül a Nyék és a Jenő törzsbeliek vették birtokba a környéket (erre utal a környékbeli puszták neve: Nyék-puszta, Jenő-puszta). Sarkad egykor mocsarakkal és nagy vizekkel volt körülvéve, ami jól védhetővé tette az ide épült egykori földvárat, majd várat, ami a hagyomány szerint összeköttetésben állt a gyulai és peckes-dombi várral. Ma a Művelődési központ áll a helyén.
Sarkad első írásos említése egy apátsági levélben, 1108-ból való. 1332-ben a pápai tizedjegyzékben is szerepel.
A település első ismert birtokosának, Sarkadi Farkasnak a nevét csak a mohácsi vész utánról ismerjük, aki ekkor már a sarkadi várkastély uraként volt említve. 1453-ban a székudvari Keczer család volt a birtokosa. 1562-ben a Cséffy és Vizessy családok királyi adománnyal kaptak itt részbirtokot. Ugyancsak a 16. században a Sarkadyak, utánuk sövényházi Móricz Márton, a Leel-Össyek, és a Rhédeyek.
1571 táján a törökök foglalták el, azonban bedegi Nyáry Pál váradi kapitány 1599-ben visszaszerezte. 1600-ban ismét török kézre került, de a magyarok újra visszafoglalták.
II. Rákóczi György – mint azt Nagyszalontával is tette – a török közeledtének hírére a községet és a várat elpusztította. Lakosai később azonban újból visszatelepedtek, és Sarkad újra felépült. A sarkadiak javait II. Rákóczi György fejedelem új adományokkal, több puszta és telek adományozásával gyarapította.
II. Ferdinánd új kiváltságokat és szabadalmakat adott Sarkadnak.
1707-ben a Rákóczi-szabadságharc alatt ismét hallatott magáról a település. Ekkor a császáriak ostromolták a várat, de eredménytelenül. 1711-ben azonban Löwenburgnak kapitulált, s ettől kezdve a kincstáré lett.
A nagy múltú település és vár emlékét Sarkad több régi helyneve is őrzi, amelyek az Adomány-, vagy Dézsen-vár, a Peczkes-vár, az Őrfészek, a Sáncz-dűlő, a Várdomb nevében máig is fennmaradtak.
Sarkadhoz tartoztak még Nyék, Nagy-Ősi, Kis-Ősi, Jenő, Fekete-ér, Herpa, Remeteház, Prépostháza, Hosszúsziget és Csáksziget puszták is.
Itt alakult meg az első termelőszövetkezet (TSZ) és az első kistérség is Magyarországon.

### A sarkadi zsidók története
Az első zsidók a 19. század elején érkeztek Gyulaváriból. A helyi földesúr, Almásy gróf hívta be őket birtokára, a kereskedelem fellendítése céljából. Ezért a helybéli zsidók főként terménykereskedelemmel foglalkoztak, de voltak közöttük szatócsok, iparosok és gazdálkodók is.
1807 körül létrehozták a zsidó temetőt, ahová áthozták a váriban eltemetett rokonaik földi maradványait is.
A közösség 1840 körül hitközséget alapított, és akkor épült az imaház is. 1848-ban Schönfeld Mózest választották a közösség élére. 1853-ban Silberstein Salamon lett a rabbi. A zsinagógát 1862-ben avatták fel. 1864-ben zsidó iskola nyílt.
Az erősen asszimilációra hajló sarkadi zsidók részt vettek a kisváros politikai és művelődési életében.
1924-ben Grosz Manó lett a rabbi, aki a holokauszt áldozata lett. Javaslatára 1925-ben szeretetotthon létesült.
Az 1941-es évben a 12 633 fős összlakosságú Sarkadon 177 izraelita élt. Abban az évben a férfiakat behívták munkaszolgálatra. 1944 májusában kialakították a gettót, ahová minden zsidónak be kellett költöznie. Június 25-én a nagyváradi gettóból deportálták őket Auschwitzba.
A deportálást és a munkaszolgálatot csak néhányan élték túl, akik a hitközséget újjászervezték. A településen 1949-ben 33 zsidó élt. Egy részük később elköltözött. Az utolsó sarkadi zsidót, Tenczer órásmestert az 1970-es években temették el.

## Közélete

### Polgármesterei
| Terminus  | Név              | Jelölő szervezet                   | Megjegyzés |
| --------- | ---------------- | ---------------------------------- | ---------- |
| 1990–1994 | Tóth Imre        | Fidesz                             |            |
| 1994–1998 | Tóth Imre        | SZDSZ-MDF-KDNP-Fidesz-KÖZT-NYU     |            |
| 1998–2002 | Tóth Imre        | SNYÉE-FKgP-MDF-KDNP-Fidesz         |            |
| 2002–2006 | Tóth Imre        | Nyugdíjas Egyesület-Fidesz-MDF-KPE |            |
| 2006–2010 | Tóth Imre        | Nyugdíjas Egyesület-Fidesz-MDF-KPE |            |
| 2010–2014 | Bende Róbert     | független                          |            |
| 2014–2019 | Dr. Mokán István | Fidesz–KDNP                        |            |
| 2019–2024 | Dr. Mokán István | Fidesz–KDNP                        |            |
| 2024–     | Dr. Mokán István | Fidesz–KDNP                        |            |

## Népesség
A település népességének változása:
| Lakosok száma | 10 108 | 10 009 | 9677 | 9407 | 9168 | 9171 | 9093 |
|               | 2013   | 2014   | 2018 | 2021 | 2022 | 2023 | 2024 |

2001-ben a város lakosságának 94%-a magyar, 5%-a cigány és 1%-a egyéb (főleg német, román és szlovák) nemzetiségűnek vallotta magát.
A 2011-es népszámlálás során a lakosok 85,9%-a magyarnak, 9,4% cigánynak, 0,3% németnek, 1,3% románnak mondta magát (13,8% nem nyilatkozott; a kettős identitások miatt a végösszeg nagyobb lehet 100%-nál). A vallási megoszlás a következő volt: római katolikus 8%, református 27,5%, evangélikus 0,4%, görögkatolikus 0,2%, felekezeten kívüli 38,3% (22,9% nem nyilatkozott).
2022-ben a lakosság 91%-a vallotta magát magyarnak, 8,9% cigánynak, 1,1% románnak, 0,5% németnek, 0,1-0,1% bolgárnak, ukránnak és szlováknak, 1,3% egyéb, nem hazai nemzetiségűnek (8,9% nem nyilatkozott; a kettős identitások miatt a végösszeg nagyobb lehet 100%-nál). Vallásuk szerint 18,5% volt református, 5,2% római katolikus, 1,6% egyéb keresztény, 0,7% egyéb katolikus, 0,4% ortodox, 0,3% evangélikus, 0,2% görög katolikus, 41,7% felekezeten kívüli (31,4% nem válaszolt).

## Gazdaság
- Cukorgyártás

A Sarkadi cukorgyár 1912-1998 között üzemelt.

## Oktatás
Bölcsőde:
- Sarkad Város Önkormányzatának fenntartása alatt:
  - Mazsola Bölcsőde (5720 Sarkad, Iskola utca 8.)
- Magánkézben lévő bölcsőde:
  - Cifra Palota Természetközeli Bölcsőde (5720 Sarkad, Kossuth utca 47-51.)

Óvodák:
- Sarkad Város Önkormányzatának fenntartása alatt lévő óvodák:
  - Epreskert utcai Óvoda (5720 Sarkad, Epreskert utca 2.)
  - Kossuth utcai tagóvoda (5720 Sarkad, Kossuth utca 54.)
  - Szalontai úti tagóvoda (5720 Sarkad, Szalontai út 43.)
  - Vasút utcai tagóvoda (5720 Sarkad, Vasút utca 24.)
- Magánkézben lévő óvoda:
  - Cifra Palota Természetközeli Óvoda (5720 Sarkad, Kossuth utca 47-51.)

Alapfokú iskolai oktatási intézmények:
- Kossuth utcai Általános Iskola (5720 Sarkad, Kossuth utca 17.)
- Gyulai úti Általános Iskola (5720 Sarkad, Gyulai út 17.)

Középfokú iskolai oktatási intézmények:
- Ady Endre – Bay Zoltán Gimnázium és Kollégium (5720 Sarkad, Vasút utca 2.)
- GYSZC Ady Endre – Bay Zoltán Szakképző Iskolája, Sarkad (5720 Sarkad, Vasút utca 2.)

## Nevezetességei

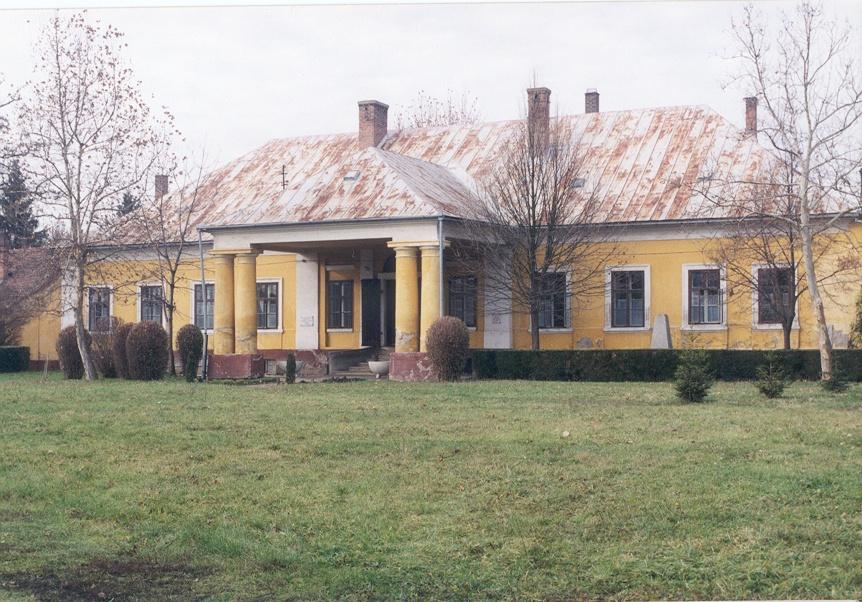
Az Almásy-kastély

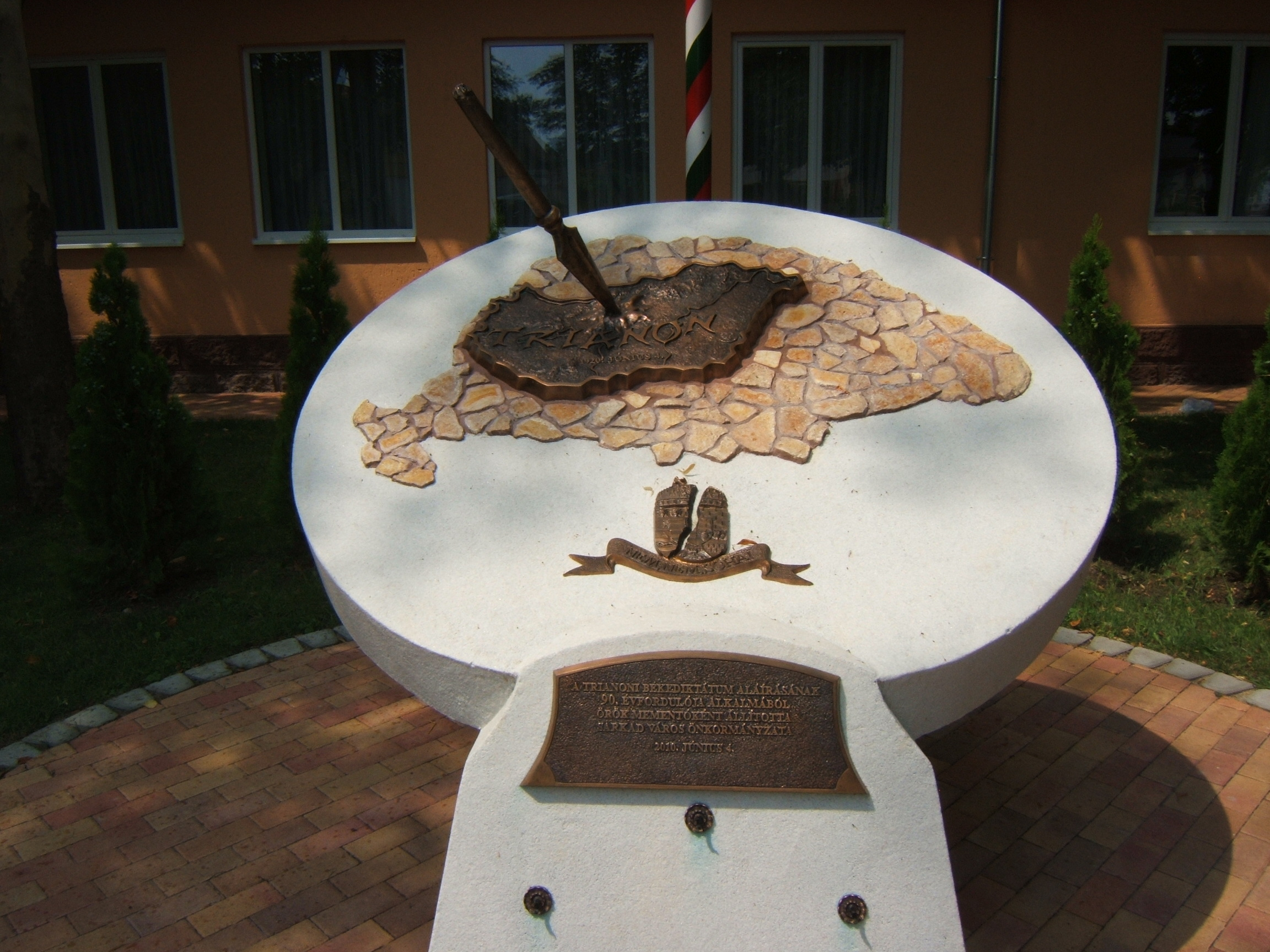
A Trianon-emlékmű

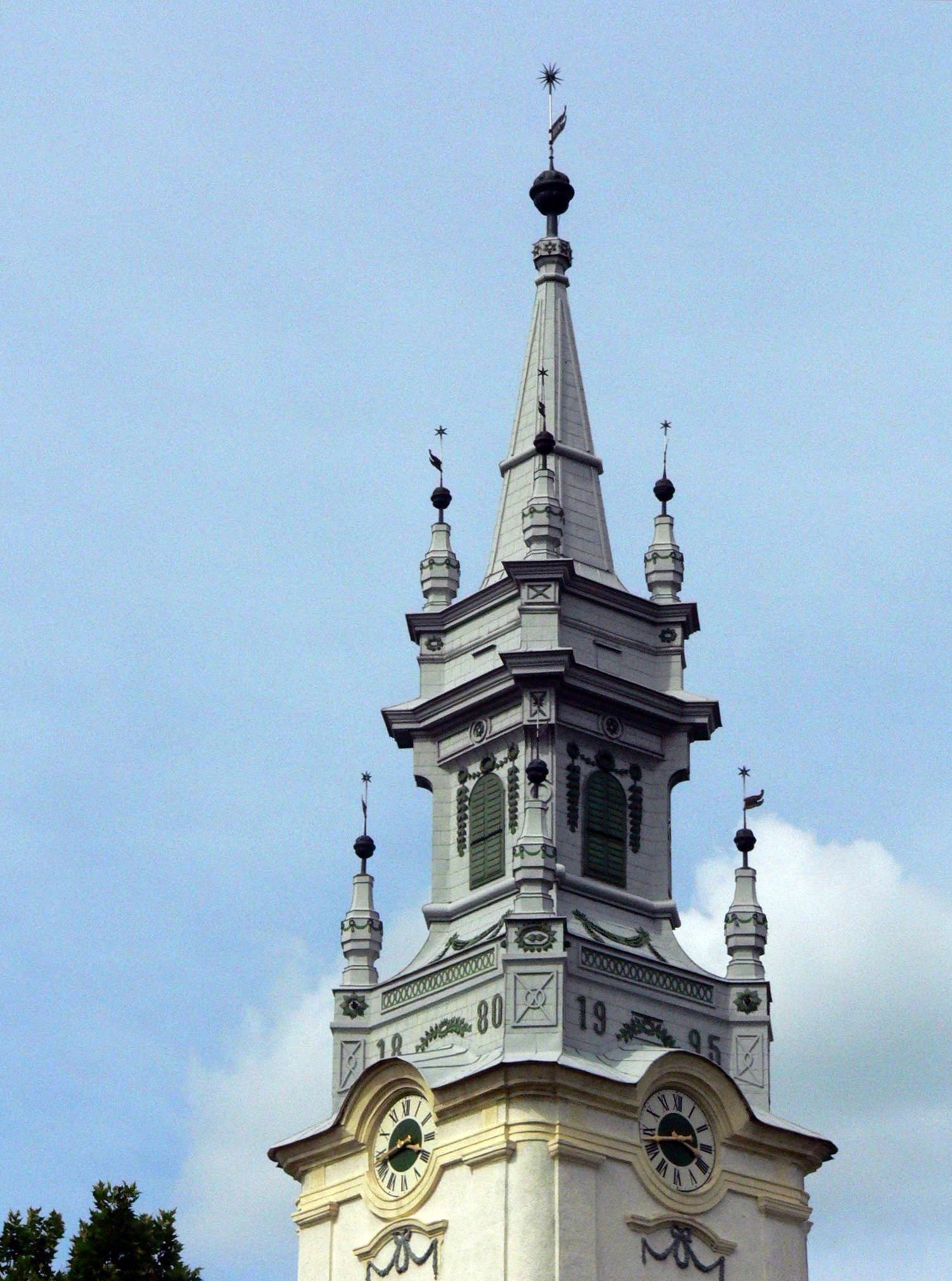
A kilenctornyú református templom

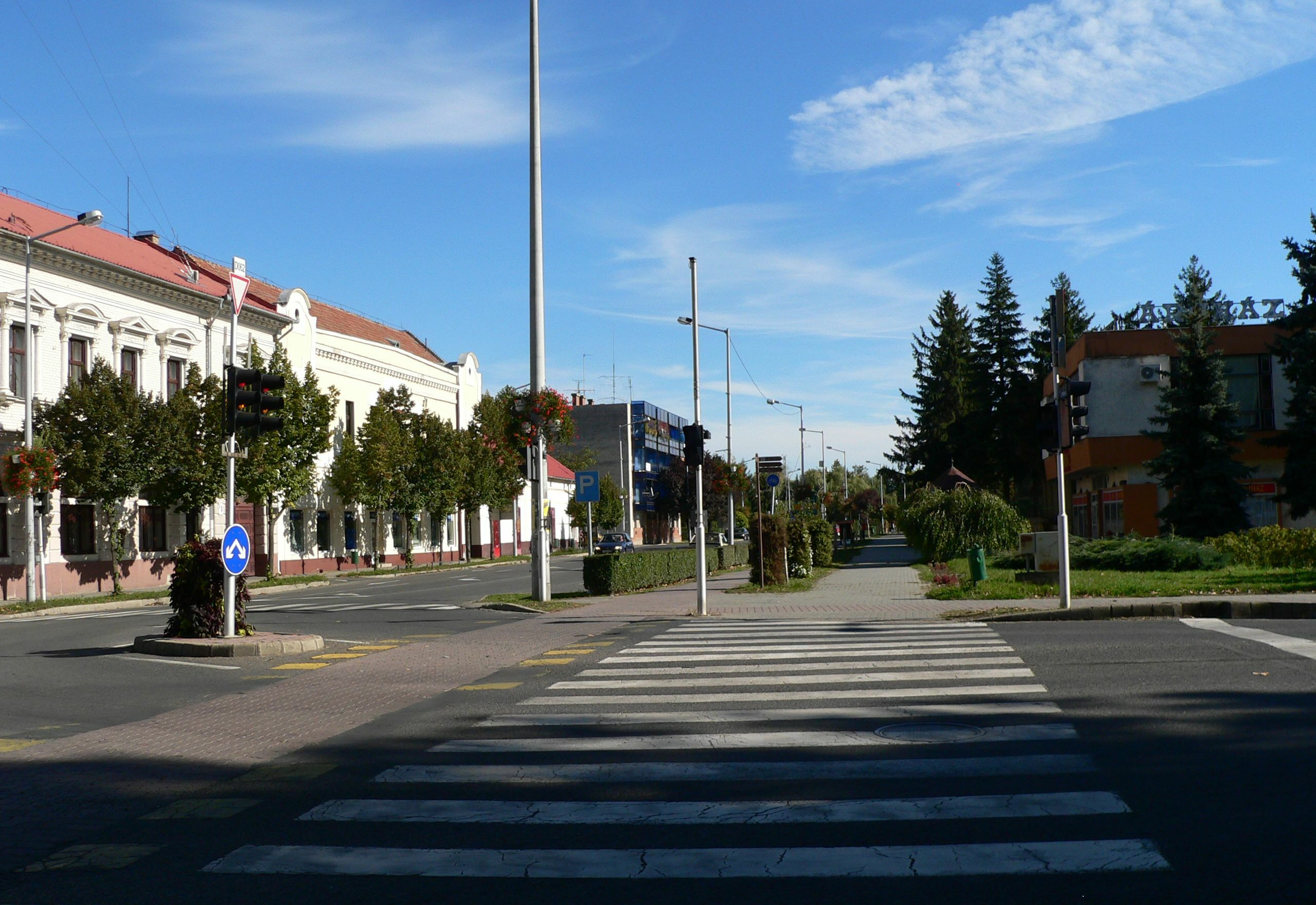
Belváros

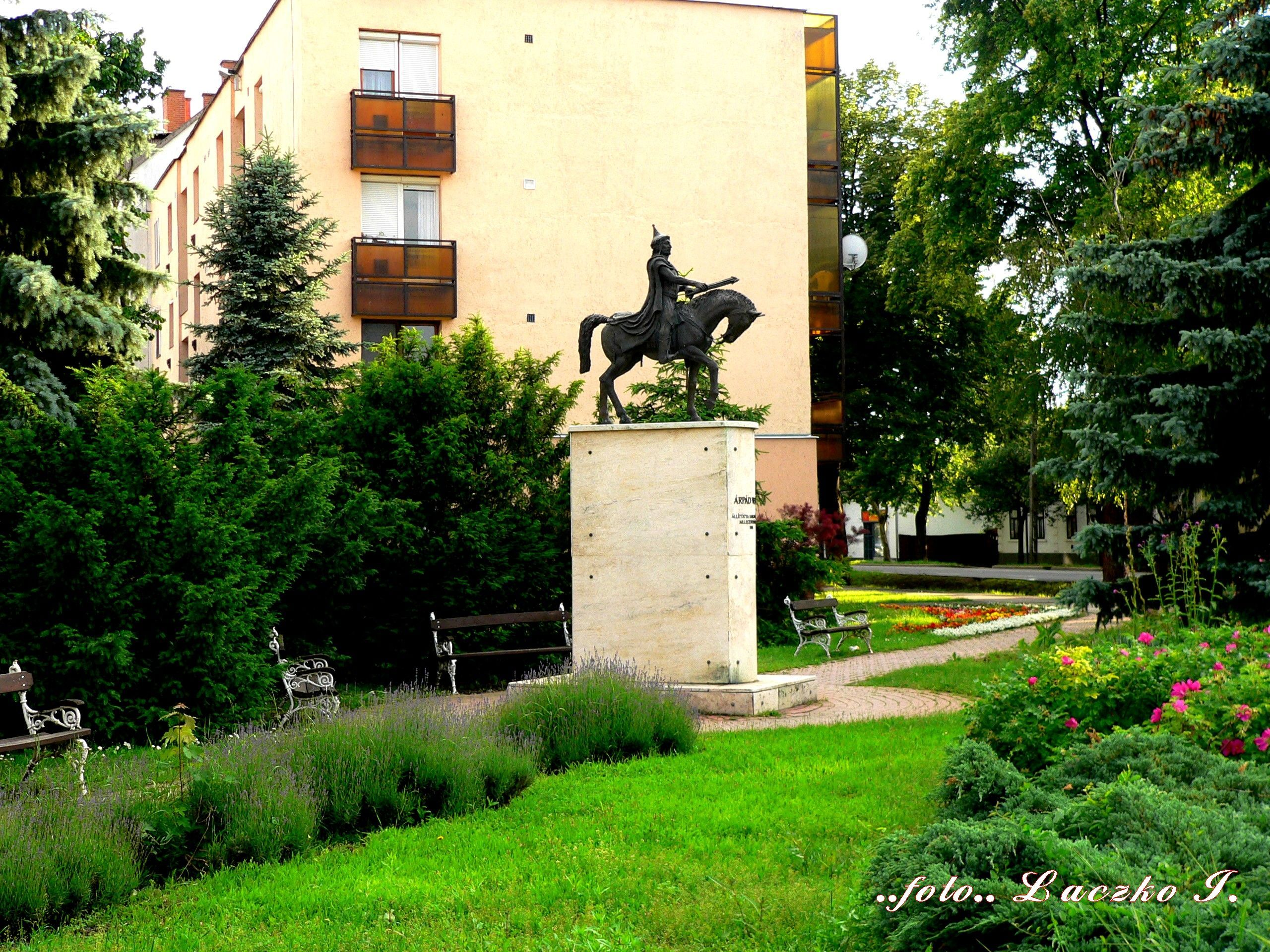
Árpád vezér szobra

- Belvárosi Református templom – A kilenc fiatornyos templom a hajdani, ősi egyház helyén áll, amely 1700 körül épült. 1866-ban leégett, de két évvel később újra felépítették.
- Római katolikus templom – 1809-ben készült el, de 1899-ben lebontották és újraépítették.
- Almásy-kastély
- Márki Sándor Múzeum
- Trianon-emlékmű, ami a „szíven szúrt országot” ábrázolja alatta egy kettétört címerrel.
- 19. század elején alapított zsidó temető a Magyar utca végén, benne holokauszt-emlékmű (1948) és a Bleyer család kriptája.

## Híres emberek
- Itt született Veress Sándor (1828–1884) mérnök és testvére, Veress Ferenc (1830–1894) agronómus, az 1848–49-es forradalom és szabadságharc honvédei.
- Itt született Fejér Gyula (Weisz Gyula)[16] (1868–1936) szemész, kórházi főorvos.
- Itt született Kaáli Nagy Géza (1943), a Kaáli Intézetek megalapítója, a lombikbébiprogram atyja.
- Itt született Képíró Sándor csendőrszázados, jogász, az újvidéki razzia egyik résztvevője.
- Itt született Kesztyűs Loránd (1915–1979) orvos, immunológus, az MTA tagja, a magyarországi immunológia úttörő jelentőségű alakja.
- Itt született Kónya Sándor (Sándor Kónya) operaénekes (tenor) (1923. szeptember 23. – Ibiza, 2002. május 20.).
- Itt született Kiss István (Sarkad, 1924. május 12. – Budapest, 2011. október) Ybl Miklós-díjas (1967) magyar építész, atléta, tízpróbázó
- Itt született Jakucs László (1926. január 21. – 2001. december 1.) geológus, a Béke-barlang felfedezője és kutatója, 1952–1964 között a Baradla-barlang igazgatója, tanszékvezető egyetemi tanár (JATE).
- Itt született Jakucs Pál (1928. június 23. – 2000. október 17.) Széchenyi-díjas botanikus, ökológus, az MTA tagja (levelező 1976, rendes 1987).
- Itt született (1932. október 17.) Kesztyűs Ferenc képzőművész.
- Itt született 1933-ban Hangyál János, olajmérnök.
- Itt született 1928. július 6-án és itt nevelkedett Hangyál Károly, vegyészmérnök.
- Itt él Bende Róbert (1971) festő, keramikus[17]
- Itt született Brád András (1940–1991) Munkácsy Mihály-díjas divattervező, iparművész a Zalaegerszegi Ruhagyár (ZAKÓ) vezető divattervezője
- Itt született Balázs István 1943–2004, a sarkadi kendergyár igazgatója.
- Itt született Nemes Erzsébet (1947. július 2.) könyvtáros, a Központi Statisztikai Hivatal Könyvtár főigazgatója 2003 és 2013 között.
- Itt született Juhász Róza (1959. december 20.) magyar színésznő
- Itt él Gyebnár Csekka színésznő.

## Testvérvárosai
- Nagyszalonta, Románia (1992)
- Snagov, Románia (1999)
- Niestetal, Németország (2005)
- Barót, Románia (Székelyföld) (2010)

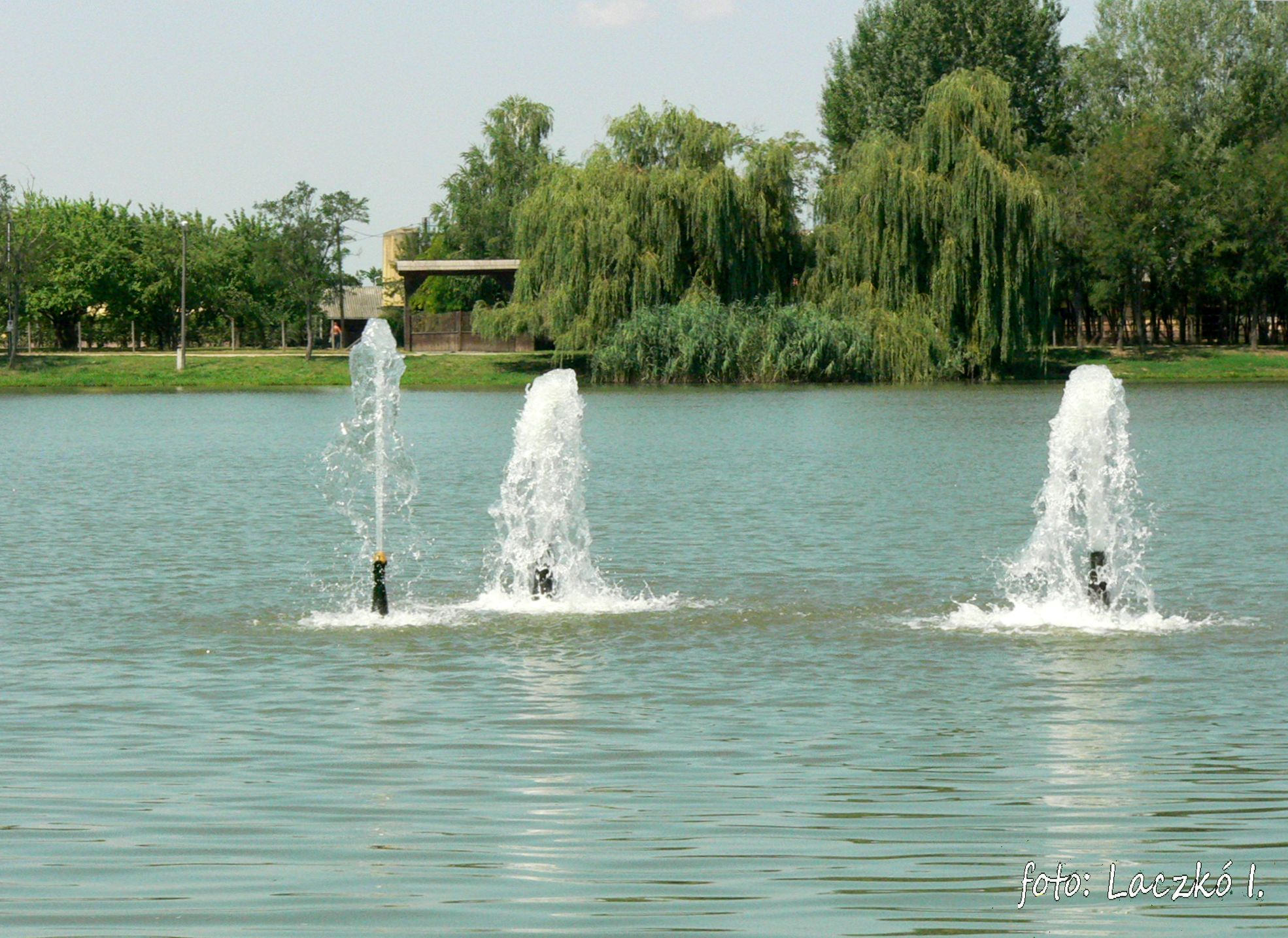
Éden-tó